# ベアトリクス・フォン・バイエルン

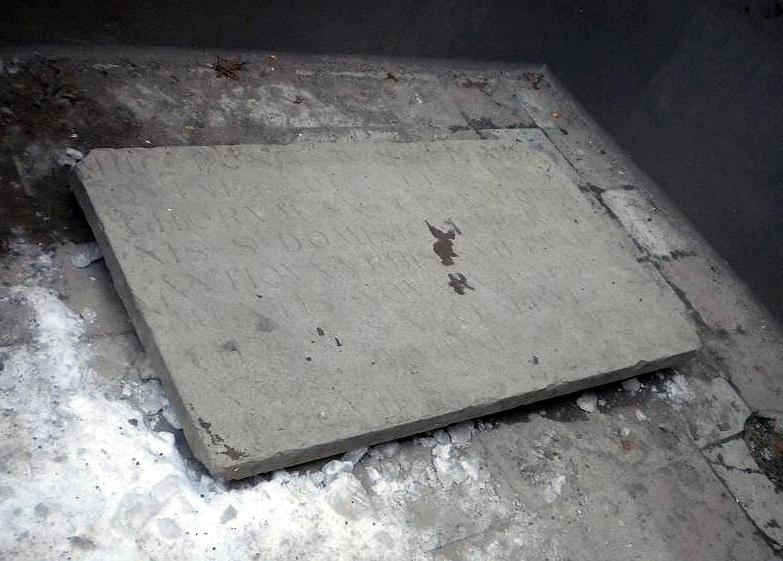
スヴァルトブロードラ修道院のベアトリクスとリヒャルディスの墓所

ベアトリクス・フォン・バイエルン（Beatrix von Bayern, 1344年 - 1359年12月25日）は、スウェーデン王マグヌス4世の共治王であったエリク12世の王妃。

## 生涯
ベアトリクスは神聖ローマ皇帝ルートヴィヒ4世とその2番目の皇后エノー・ホラント女伯マルガレーテの間の娘である。 1356年、スウェーデン王エリク12世と結婚した。エリク12世は父親でノルウェー・スウェーデン王であったマグヌス4世に対する反乱の後、父親の共治王となっていた。ベアトリクスはマグヌス4世の王妃でエリク12世の母ブランカ・アヴ・ナムールとともにスウェーデン王妃となった。
ベアトリクスと夫エリク12世はともに1359年に死去した。エリク12世はペストで死去し、ベアトリクスも男子を死産した後にペストで死去したとみられる。ベアトリクスとその息子はスヴァルトブロードラ修道院（Svartbrödraklostret）に埋葬されたと考えられている。